# Birgitta Wängberg
Birgitta Margareta Wängberg (Stoccolma, 29 dicembre 1939) è un'ex nuotatrice svedese.
Specializzata nello stile libero, ha partecipato ai Giochi di Melbourne 1956, gareggiando, nei 400m sl e nella Staffetta 4x100m sl.
Ha vinto 1 bronzo ai Campionati europei di nuoto del 1958, nella Staffetta 4x100m sl, gareggiando solo nelle manche di qualificazione.